# كيسانيات
الكيسانيات(الاسم العلمي: Cystoidea) هي طائفة منقرضة من شوكيات الجلد من شعيبة البلاستوزا التي عاشت متصلة بأرض البحر بواسطة سيقان، تواجدت خلال الحقبة الأولية في عصور الأردوفيشي الأوسط والسيلوري حتى انقراضها في عصر الديفوني.

## وصلات خارجية
- Barnes, Robert D. (1982). Invertebrate Zoology. Philadelphia, PA: Holt-Saunders International. ص. 1008–1009. ISBN:0-03-056747-5.
- Clarkson, E.N.K. (1998). Invertebrate Paleontology and Evolution. Oxford, UK: Blackwell Science. ص. 262. ISBN:0-632-05238-4.